# Krystyna Strużyna
Krystyna Strużyna (ur. 13 lutego 1931 w Katowicach  – zm. 13 kwietnia 2003 w Monachium). Pisarka i działaczka śląska. Pracowała na rzecz porozumienia między Polakami, Niemcami i Ślązakami.

## Najbardziej znane utwory
- "Góralu czy ci nie żal" - nowela
- "Polskie Niemcy" - nowela
- "Polska łąka" - nowela opowiadająca o miłości polskiej dziewczyny do niemieckiego żołnierza